# Електрическа змиорка
Електрическите змиорки (Electrophorus electricus) са вид актиноптери от семейство Gymnotidae.
Разпространени са в сладководни басейни в северната част на Южна Америка. Те са незастрашен вид.
Таксонът е описан за пръв път от Карл Линей през 1766 година.